# Arquitectura popular asturiana
La arquitectura popular asturiana, por su carácter vernáculo, abarca todas aquellas construcciones tradicionales, realizadas con los materiales que proporciona naturalmente el entorno, adaptadas a las condiciones climáticas y a los requerimientos específicos de la vida y el trabajo las personas del lugar. En general, se trata de viviendas o dependencias auxiliares construidas por sus mismos habitantes, en ocasiones con la colaboración de maestros y artesanos locales. Los diseños, probados y mejorados a lo largo de los años, se reproducen con pequeños cambios, generando un estilo característico. En el caso de Asturias, su relieve montañoso provee los materiales para las construcciones con muros de piedra. Los tejados o cubiertas inclinados responden a las condiciones del clima, que incluye temporadas de abundantes lluvias y prolongadas nevadas.

## Tipologías
Ciertas formas de esta arquitectura responden a su utilización como vivienda familiar, otras son típicamente construcciones auxiliares destinadas al ganado, la preservación de los enseres y herramientas rurales o el almacenaje de las cosechas. En algunos casos, las construcciones son de carácter mixto o han cambiado de destino a lo largo del tiempo.

### Viviendas

#### Casa terrena
Se trata de un tipo de casa campesina muy vigente en el pasado que tiende a desaparecer con el paso del tiempo. Estas casas se caracterizan por su volumen compacto, un solo nivel directamente sobre el suelo, planta rectangular de unos 50 m² de superficie, muros de piedra y techo a dos aguas de pizarras, tejas o cubierta vegetal, por ejemplo paja de centeno.

#### Casa mariñana

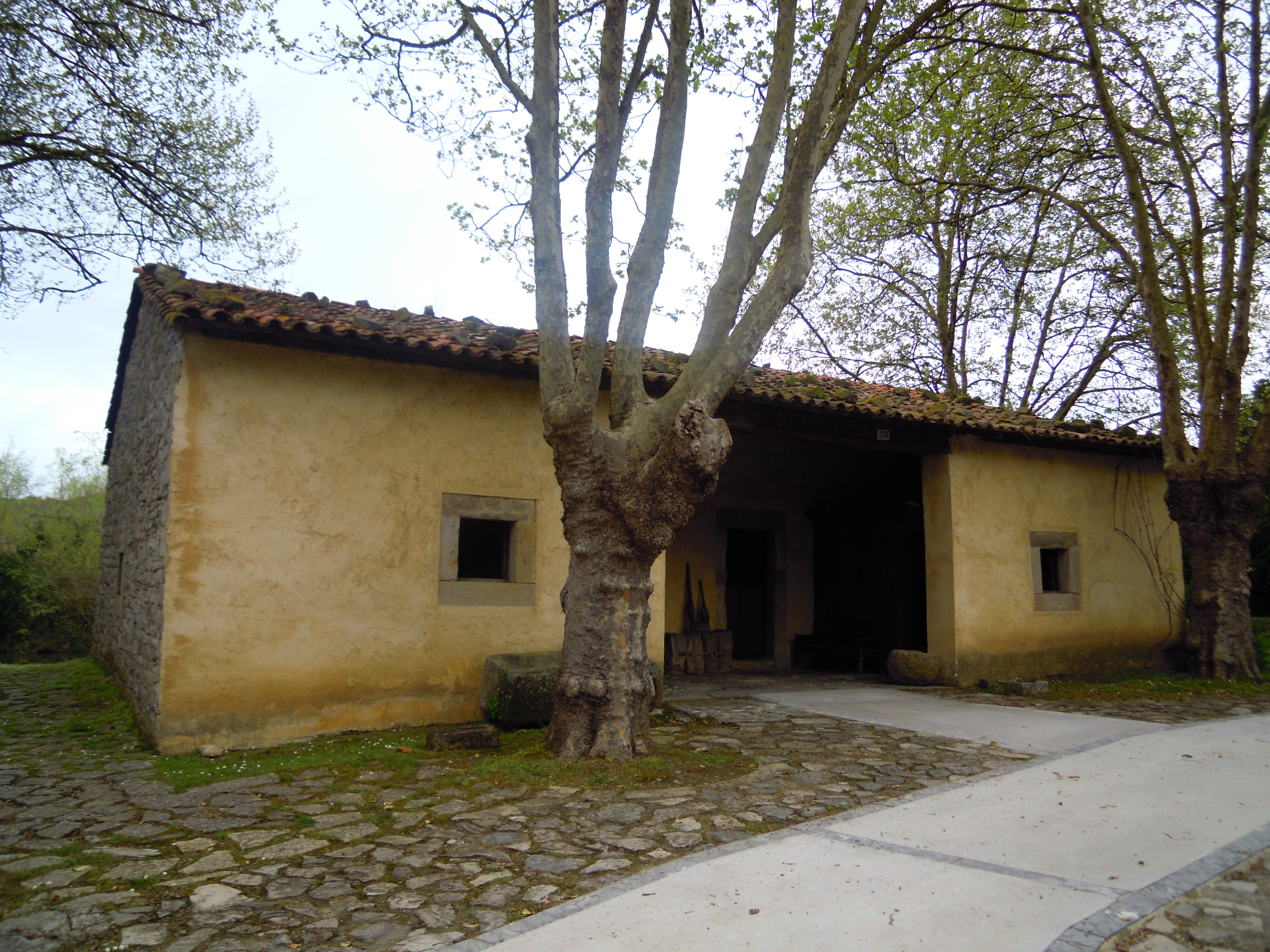
Casa mariñana

Su nombre deriva de las descripciones de viviendas ubicadas en cercanías a la costa, aunque existe el mismo tipo de diseño en lugares alejados del mar. Se ha verificado la continuidad de esta tipología desde finales del siglo XVI hasta mediados del siglo XX, con las variaciones propias de las necesidades o posibilidades de sus propietarios. Se trata de una construcción de planta rectangular, muros de piedra caliza o arenisca, cubierta a dos aguas de teja, con la fachada orientada generalmente hacia el sur.

En su forma más simple, el interior está subdividido por dos muros estructurales. Uno de ellos paralelo a la fachada principal, atraviesa la construcción desde uno a otro de los muros laterales. El otro muro parte de la cara posterior de la casa y culmina a una cierta distancia de la fachada principal, generando un espacio semicubierto a modo de portal o protección del acceso y dividiendo a su vez la construcción en un área de vivienda y un área de servicio, destinada a granero, almacén de enseres o herramientas, etc.

En su estructura básica o con adaptaciones para incrementar o las funciones del área destinada a vivienda, este diseño ha perdurado durante más de cuatro siglos.

#### Casa de corredor

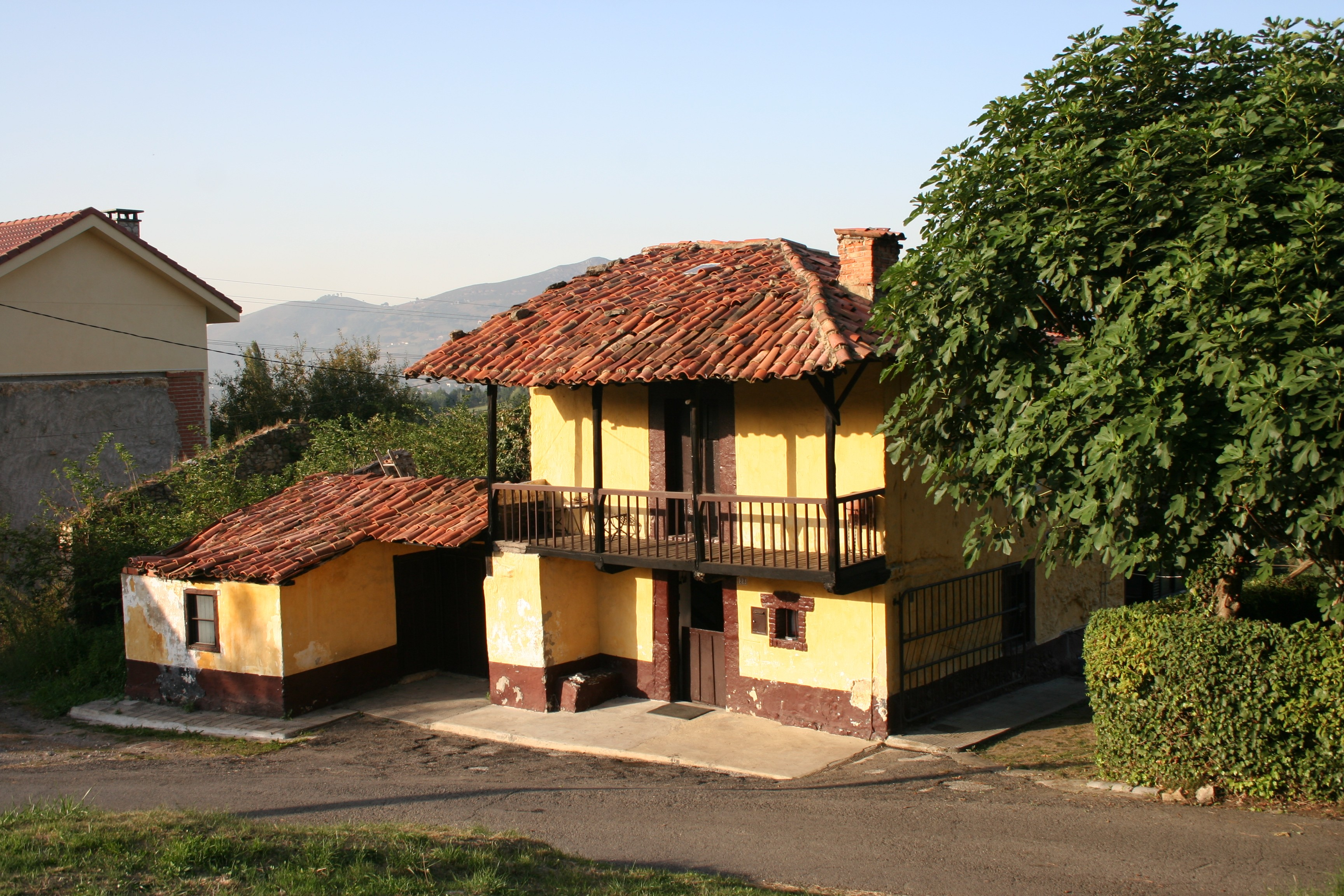
Casa de corredor en Oviedo

La casa de corredor es una tipología muy frecuente en Asturias. Se trata de una construcción de planta rectangular desarrollada en dos niveles, con muros de piedra y techo a dos aguas. El corredor, generalmente situado en el piso superior y sobre la fachada principal, funciona como una extensión natural de la vivienda hacia el exterior. De este modo el corredor crea espacios de reunión o de descanso, cuando las condiciones climáticas lo permiten o bien espacios de servicio, como el secado de productos comestibles, por ejemplo. En general, el corredor está orientado hacia el sur o el este y está limitado por una balaustrada de madera, con diversos diseños torneados, tallados o calados. En algunos casos, los corredores abiertos de las antiguas casas fueron cerrados con vidrios o paneles de madera, como un modo de favorecer la eficiencia energética de las viviendas o incrementar la privacidad.

#### Casa de patín

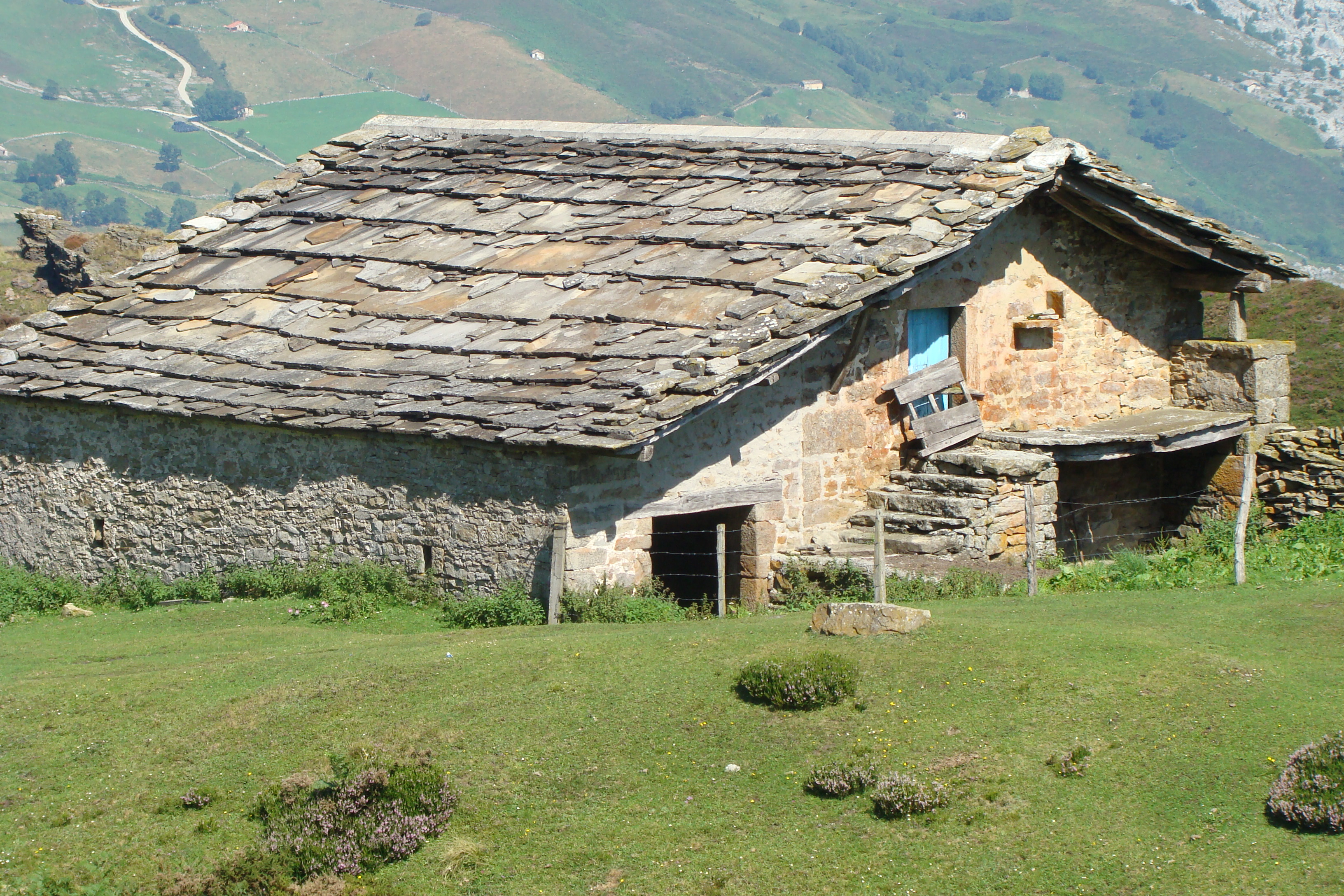
Casa de patín

Esta tipología se encuentra con frecuencia en la zona occidental de Asturias y es típica del relieve montañoso. Se trata de una construcción de planta rectangular y dos pisos, con muros de piedra y techo a cuatro aguas, generalmente de pizarra. Se accede mediante una escalera externa o patín que llega hasta el piso superior. En las ubicaciones en que el terreno presenta pendiente o desnivel, el patín se reduce a unos pocos escalones.

En muchos casos, la planta inferior se destina a cuadra, granero u otros servicios.

### Construcciones auxiliares

#### Hórreos, paneras y cabazos

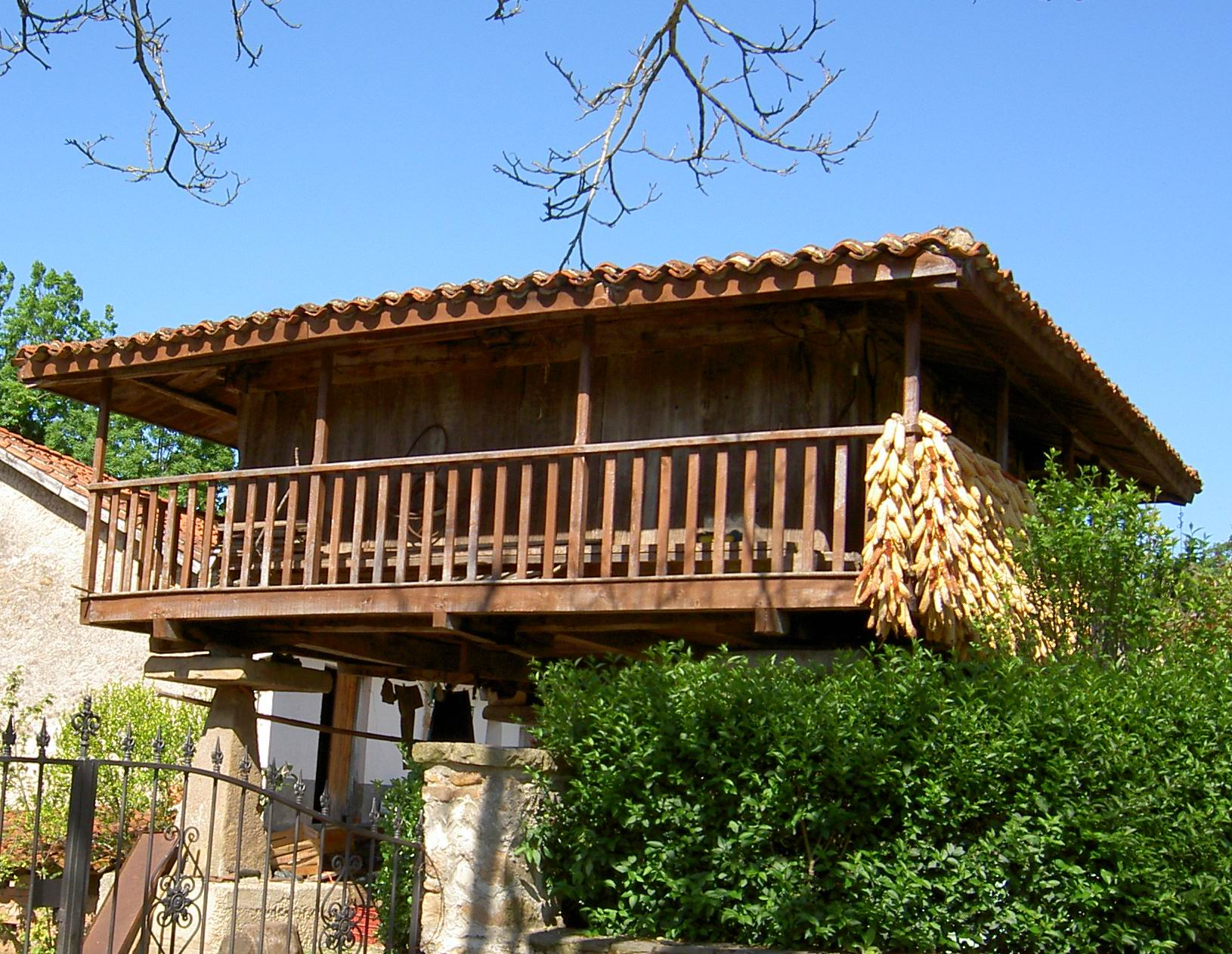
Hórreo en Deva, Gijón

Los hórreos, las paneras y los cabazos son la solución que hace siglos se encontró para dar respuesta al problema de la preservación de los granos almacenados,  evitando los deterioros producto de las lluvias o la humedad del suelo y las mermas debidas a la acción de roedores u otros animales. Si bien existen en varias partes del mundo, en Asturias y Galicia forman parte significativa del paisaje rural. Se trata de graneros elevados, construidos de modo tal que su escalera de acceso impide el ingreso de animales.

Se estima que existen unas 10 000 construcciones de este tipo en Asturias. La legislación vigente protege todos los hórreos, paneras y cabazos construidos antes de 1900 y regula su utilización y conservación.
Con pequeñas variantes y adaptaciones, el diseño básico se ha conservado desde el siglo XIV. 

Debido a las características constructivas, los hórreos y las paneras se pueden desmontar y rearmar en otra ubicación. Esta característica hace que sean considerados bienes muebles, auxiliares o secundarios a la construcción principal.

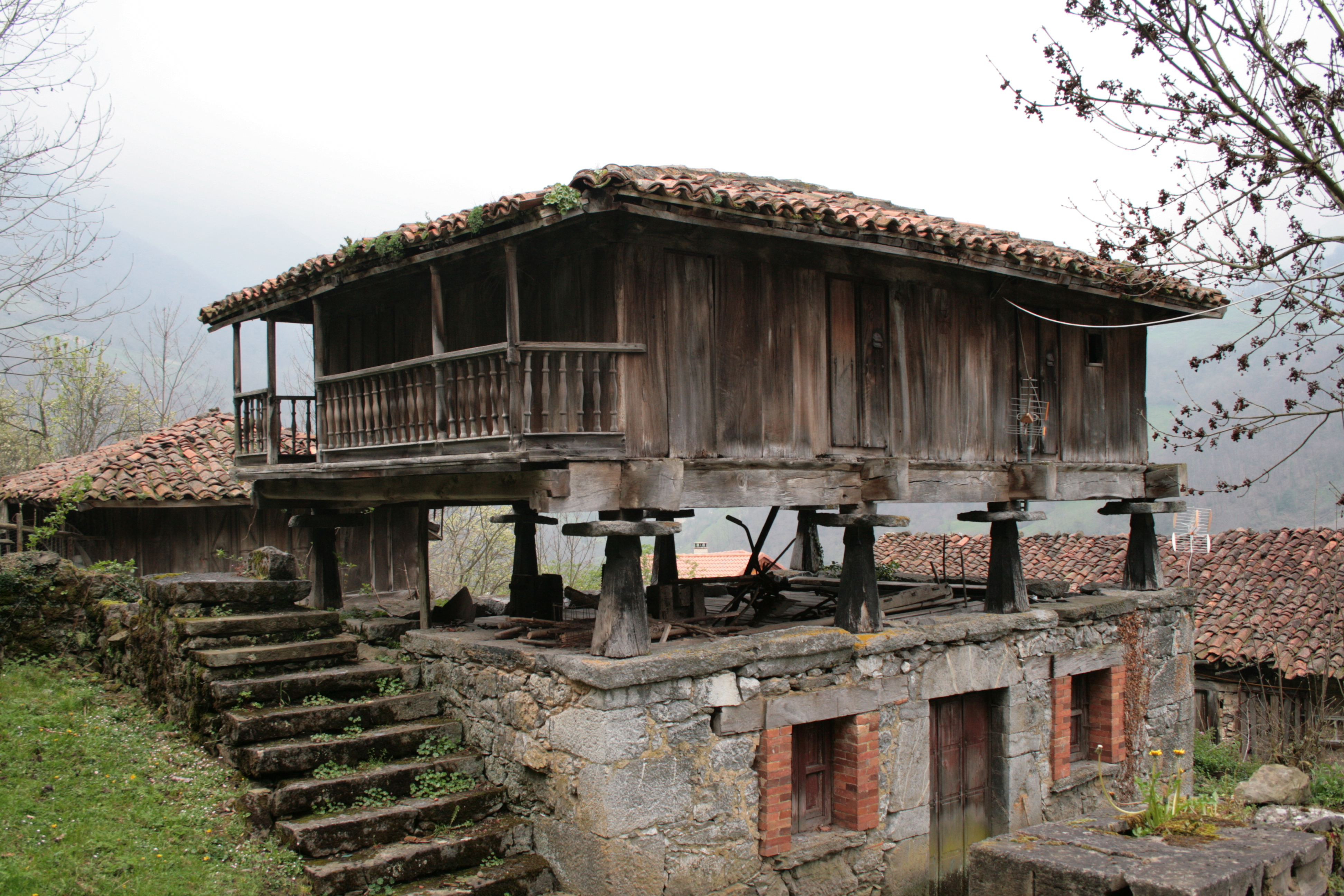
Hórreo con varios pares de pegoyos

Los hórreos son construcciones cuadrangulares de madera, en general de castaño o roble, con cubiertas inclinadas a cuatro aguas, generalmente de teja, pizarra o elementos vegetales. Esta estructura se apoya en cuatro pilares de piedra o madera llamados pegoyos. Los pilares tienen forma de pirámide truncada de cuatro caras y se ubican en los cuatro vértices de la estructura superior. Entre los pilares y la base de la estructura se colocan unas losas de piedra llamadas muelas de tamaño superior al del extremo del pilar, de modo de impedir que los roedores puedan acceder al espacio interior del hórreo. La entrada del hórreo esta orientada generalmente hacia el sur o el este y a ella se llega mediante una escalera o patín (también llamada subidora o subidera) que carece de la última contrahuella, dejando un espacio libre que impide el acceso de animales.

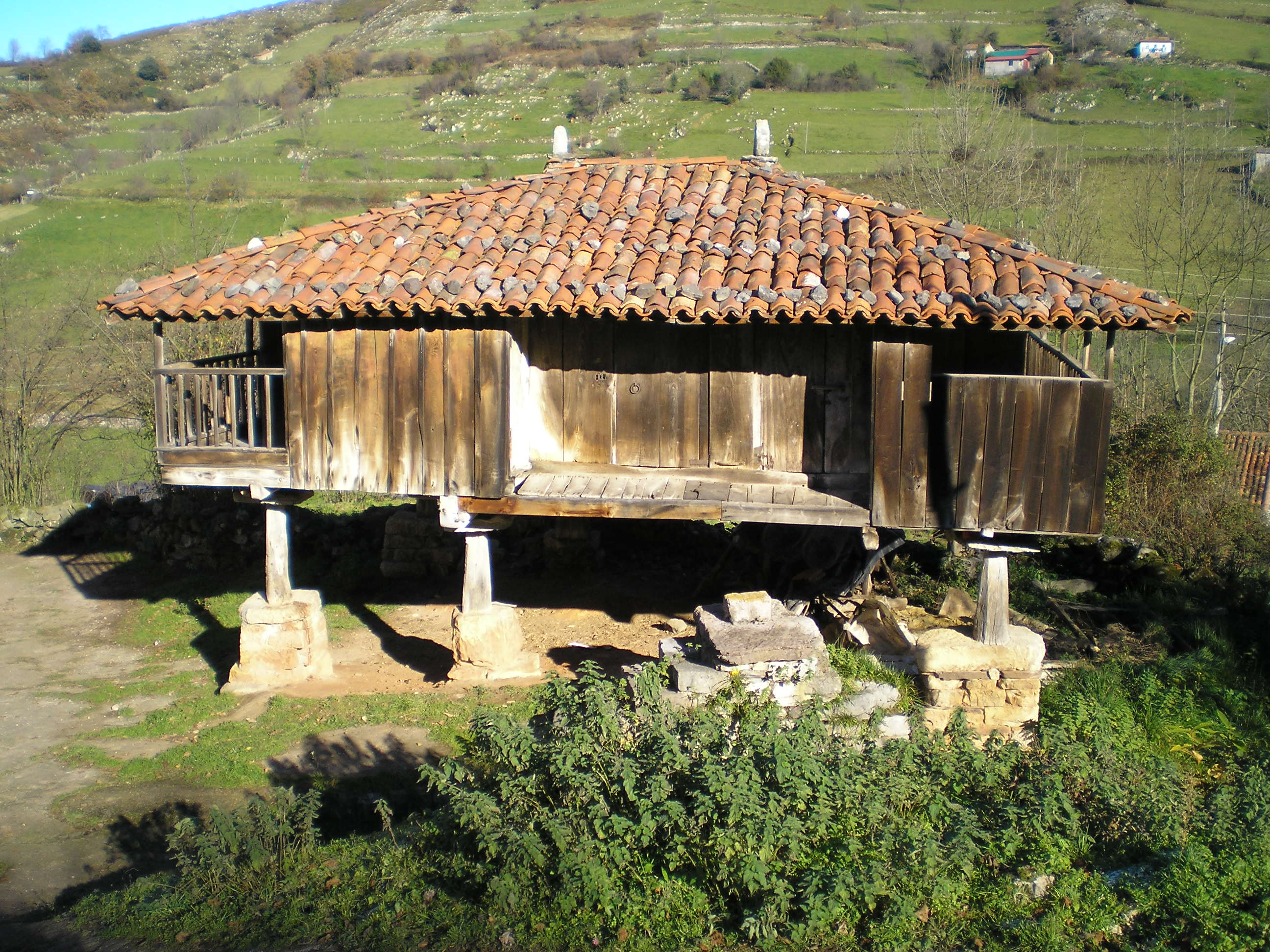
Panera típica asturiana, con tejado de teja y pegoyos de madera

Hacia el siglo XVII se introdujo el cultivo del maíz, que por sus características se difundió rápidamente en todo en territorio de Asturias. 

Las paneras comenzaron entonces a construirse masivamente debido a la necesidad de disponer de mayores espacios para el secado y almacenamiento de cereales. A su vez, el diseño inicial del hórreo fue adaptado a las nuevas necesidades: la planta cuadrada derivó en una planta rectangular de mayor superficie, lo que requirió que se incorporaran más pares de pegoyos para soportar la estructura. En algunos casos el interior fue subdividido en dos o más compartimientos y en el exterior se agregó una o más galerías.
La ornamentación de hórreos y paneras está realizada generalmente en las vigas estructurales y los arcos de las aberturas principales. Se trata de tallas profundas realizadas en la madera, algunas veces resaltadas con pintura roja, blanca o negra, que evocan el cincelado en piedra presente en iglesias y otros edificios. Los más habituales son los motivos circulares, como la roseta de seis pétalos, los motivos geométricos en series, los motivos religiosos, como cruces formadas por triángulos unidos por sus vértices, y algunos diseños lineales antropomórficos o zoomórficos.
Los cabazos surgen como una adaptación del diseño de los hórreos. A diferencia de éstos, tienen planta rectangular, con gran diferencia de longitud entre los lados mayores y menores, y cubierta a cuatro aguas. Los lados menores suelen estar construidos de mampostería y en uno de ellos se encuentra el acceso. Los lados mayores están cubiertos por listones de madera o, en algunos casos, por mampostería discontinua con aberturas verticales angostas para permitir la circulación del aire.

#### Otras construcciones

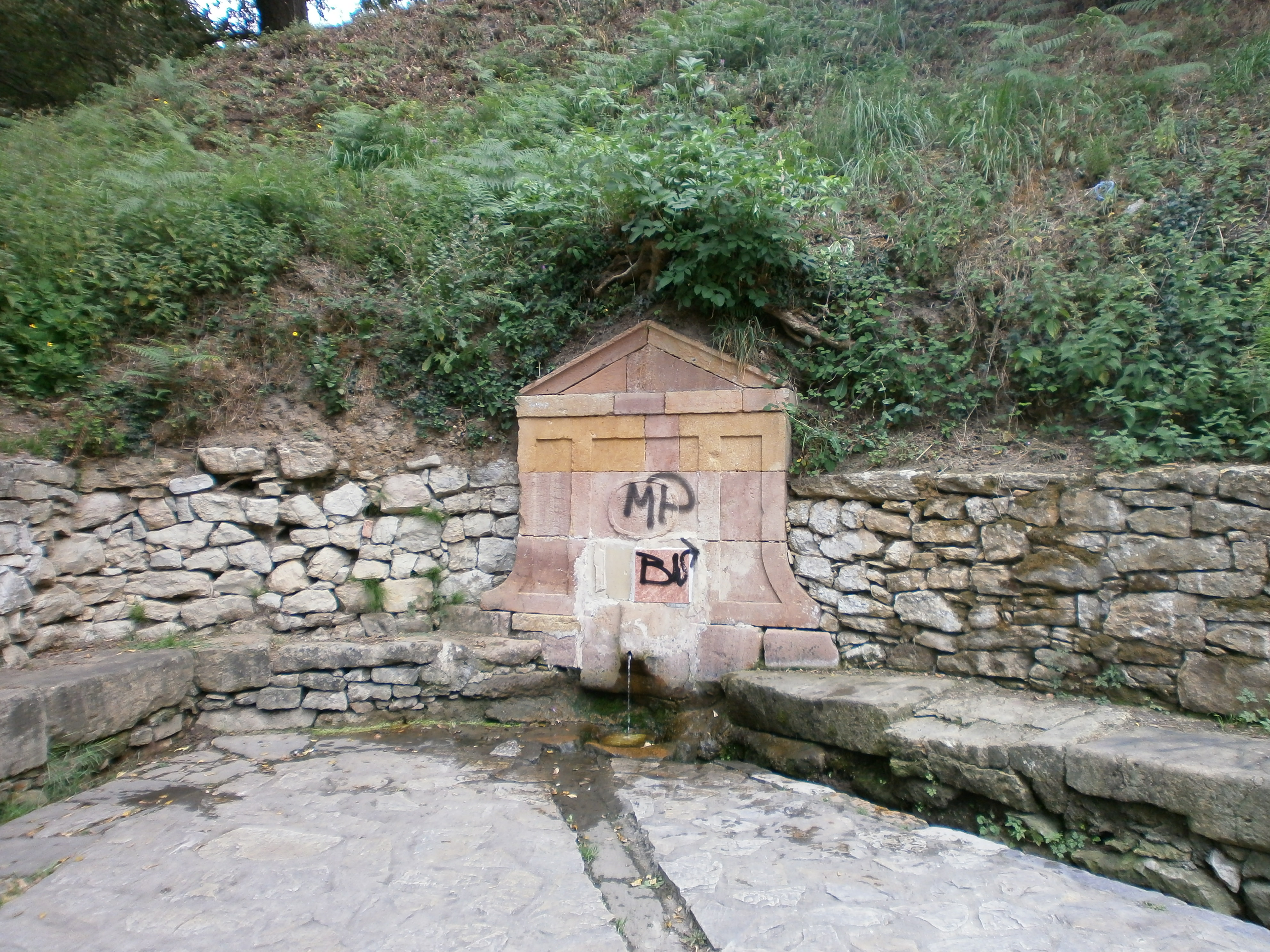
Fuente Pando en Oviedo

Las fuentes, bebederos y lavaderos eran construcciones de carácter comunitario, que hasta bien entrado el siglo XX constituían elementos importantes para las localidades, dado que eran los únicos puntos de abastecimiento de agua para el consumo humano, de animales o para el lavado de ropa.
En general, las fuentes presentan un diseño de templete o frontón más o menos simple y los abrevaderos o bebederos consistían en simples pilas sin especiales cuidados de diseño u ornamentación. Los lavaderos evolucionaron de simples diseños de grandes piletones con losas en su entorno a ras del suelo, hasta construcciones más elaboradas, techadas y con espacios que permitían que cada mujer realizara el lavado en un espacio individual.
Los molinos y batanes fueron construcciones diseñadas desde hace siglos para aprovechar las posibilidades de los ríos y arroyos de la región. En los inicios del desarrollo de la maquinaria en etapas preindustriales, favorecieron la molienda de granos o el trabajo con los tejidos, sustituyendo la fuerza humana o animal por la energía hidráulica.
Otras construcciones tradicionales populares estaban asociadas a las prácticas de la actividad rural, como las cuadras y pajares, generalmente unidos en una construcción única de dos plantas, en algunos casos inmediata a la vivienda principal, donde la planta inferior se destinaba a los animales.